# Höstkåtatjärnarna (Tärna socken, Lappland, 728127-146735)
Höstkåtatjärnarna är en sjö i Storumans kommun i Lappland och ingår i Umeälvens huvudavrinningsområde. Sjön har en area på 0,0358 kvadratkilometer och ligger 744,7 meter över havet.

## Delavrinningsområde
Höstkåtatjärnarna ingår i det delavrinningsområde (727819-147213) som SMHI kallar för Utloppet av Stor-Björkvattnet. Medelhöjden är 559 meter över havet och ytan är 108,75 kvadratkilometer. Räknas de 54 avrinningsområdena uppströms in blir den ackumulerade arean 614,41 kvadratkilometer. Gejmån (Vuole-Gassasavon) som avvattnar avrinningsområdet har biflödesordning 2, vilket innebär att vattnet flödar genom totalt 2 vattendrag innan det når havet efter 364 kilometer. Avrinningsområdet består mestadels av skog (63 procent). Avrinningsområdet har 25,6 kvadratkilometer vattenytor vilket ger det en sjöprocent på 23,5 procent.